# 三湾水库
三湾水库是中国安徽省滁州市全椒县境内的一座水库，位于滁河支流管坝河上，建于1972年。水库正常库容为2460万立方米，集雨面积为75平方千米，海拔为43米。